# Meterginus affinis
Meterginus affinis is een hooiwagen uit de familie Cosmetidae.